# Pietro Filippi
Pietro Filippi (falecido a 8 de setembro de 1640) foi um prelado católico romano que serviu como bispo de Boiano (1633–1640).

## Biografia
No dia 26 de setembro de 1633, foi nomeado pelo Papa Urbano VIII Bispo de Boiano. A 2 de outubro de 1633, foi consagrado bispo por Giovanni Battista Pamphili, Cardeal-Sacerdote de Sant'Eusebio, com Luca Cellesi, Bispo de Martirano, e Antonio Brunachio, Bispo de Conversano como co-consagradores. Serviu como Bispo de Boiano até à sua morte a 8 de setembro de 1640.